# سيلبرتي إيبكس
سيلبرتي إيبكس (بالإنجليزية: Celebrity Apex)‏ هي سفينة سياحية والتي تملكها وتديرها سيلبرتي للرحلات البحرية. تم بناءها بواسطة شركة شانتيي دو لاتلونتيك في سان نازير، وهي ثاني سفينة في فئة سفن الشركة إيدج، بعد تسليم شقيقتها، سيلبرتي إيدج في عام 2018. تاثر تشغيلها بسبب جائحة فيروس كورونا، وكان أول إبحار لها من أثينا في 19 يونيو 2021 إلى الجزر اليونانية.

## نبذة
أعلنت مجموعة رويال كاريبيان وهي الشركة الأم المالكة لسيلبرتي للرحلات البحرية في 4 ديسمبر 2014، أنها انتهت من طلب سفينتين جديدتين من شأنها أن تشكل فئة جديدة من سفن أسطول سيلبرتي للرحلات البحرية. كانت السفينتان في إطار مشروع الفئة إيدج وكان من المخطط أن تكون كل واحدة منهما تزن 117000 طن، بسعة ضيف تبلغ 2900 راكب. بتكلفة اجمالية مليار دولار أمريكي للسفينة الواحدة.
في 21 نوفمبر 2016 تم الإعلان عن اسم السفينة باسم سيلبرتي بيوند. وفي 23 يوليو 2018، واحتفلت الشركة ببداية بناء السفينة بحفل في حوض بناء السفن وأعلنت أيضًا عن تغيير اسم السفينة إلى سيلبرتي إيبكس. تم تعويمها من حوض بناء السفن في 17 مايو 2019. وغادرت السفينة لمجموعة التجارب البحرية الأولى لها في خليج بسكاي في 4 فبراير 2020 وأكملتها في 8 فبراير 2020. واكتمل بناء السفينة في أوائل مارس 2020. وتأخرت أعمال الاحتفال بتسليم السفينة بسبب جائحة كورونا نتيجة لقيود السفر التي كانت سارية، وجرى الاحتفال بالتسليم افتراضيا في 27 مارس 2020 عبر مؤتمر بالفيديو بين مسؤولين من سيلبرتي للرحلات البحرية وشانتيي دو لاتلونتيك.
جُهزت سيلبرتي إيبكس بما يعرف ب«البساط السحري»، وهي منصة برتقالية ذات دعامة معلقة على طول الجانب الأيمن من السفينة وتتحرك عموديًا بين الطوابق العلوية والسفلية. تم تصميم المنصة لتسهيل الركوب والخروج من السفينة بشكل سلس وأيضًا صالة للضيافة على مساحة أكبر للضيوف عند التواجد في البحر.
غرف بشرفات «شرفة بلا حواجز» التي تدمج أفنية الشرفة في هيكل الكابينة، ومطعم في الخلف مكون من ثلاثة طوابق وعرض مسرحي يسمى «عدن»، بالإضافة إلى حديقة خارجية على السطح العلوي. كما أنها مصممة أيضًا لزيادة كفاءة استهلاك الوقود إلى أقصى حد من خلال «السطح المخروطي»، وهو قوس يرتفع عموديًا نحو أسطحه يوفر تغليفًا إضافيًا للقوس المنتفخ ويضم أيضًا مراوح لتقليل قوة الجر.